# Justicia nanofrutex
Justicia nanofrutex är en akantusväxtart som beskrevs av Champl.. Justicia nanofrutex ingår i släktet Justicia och familjen akantusväxter. Inga underarter finns listade i Catalogue of Life.